# Екзарх Антимово
Èкзарх Антѝмово е село в Югоизточна България, община Карнобат, област Бургас.

## География
Село Екзарх Антимово се намира на около 40 km западно от центъра на областния град Бургас, около 14 km южно от общинския център град Карнобат и около 26 km северозападно от град Средец. Разположено е в хълмиста местност по югоизточните склонове на Хисаро-Бакаджишкия праг. Надморската височина в центъра на селото е около 176 m. През селото протича Голямата (Папазлъшката) река, десен приток на Русокастренска река. Климатът е преходно-континентален, почвите са главно излужени смолници.
През Екзарх Антимово минава третокласният републикански път III-795, който на юг води през селата Житосвят и Малина, през кръстовище с второкласния републикански път II-53 и през село Драка към връзка с второкласния републикански път II-79 (Елхово – Бургас), а на север през село Драганци и след пътен възел с автомагистрала Тракия продължава до връзка западно от Карнобат с първокласния Подбалкански път.
Землището на село Екзарх Антимово граничи със землищата на: село Драганци на север; село Детелина на североизток; село Черково на изток и югоизток; село Житосвят на юг; село Добриново на югозапад; село Смолник на запад; село Железник на северозапад.
В землището на Екзарх Антимово има 8 язовира.

## История
Селището възниква през османското владичество около голям турски чифлик. През 1610 г. то се споменава в турски регистър под името „Агаджлар“. По време на Руско-турската война 1828 – 1829 г. населението масово напуска селото и се заселва в Бесарабия. Малко преди Освобождението 1878 г. в изоставеното селище идват заселници от Старозагорско, Новозагорско, Чирпанско и от други части на Тракия.
След Руско-турската война 1877 – 1878 г., по Берлинския договор 1878 г. селото остава в Източна Румелия; присъединено е към България след Съединението през 1885 г.
През 1934 г. селото с дотогавашно име Àчларе е преименувано на Екзарх Антимово.
Преди Освобождението село Ачларе е населено предимно с турци и има само около 50 български семейства. В селото няма църква. Около 1890 г. е преустроена турска къща за параклис. През 1893 г. е започнат строеж, а през октомври 1896 г. е осветена от сливенския митрополит Гервасий църквата под името „Свети Великомъченик Димитрий“.
Училището в селото е основано през 1872 г., а е имало по-старо гръцко училище. През 1888 г. със средства и доброволен труд на населението е построена училищна сграда. През 1914 г. се открива прогимназия. В училището се обучават и ученици от селата Житосвят, Добриново, Тас тепе, Черково, Драганци, Железник, Крумово градище и Сан Стефано.
При избухването на Балканската война в 1912 г. двама души от Ачларе са доброволци в Македоно-одринското опълчение.

## Население
Населението на село Екзарх Антимово наброява 2049 души при преброяването към 1934 г. и 2214 към 1946 г., намалява до 1238 към 1985 г. и 965 (по текущата демографска статистика за населението) към 2021 г.

### Етнически състав
Преброяване на населението през 2011 г.
Численост и дял на етническите групи според преброяването на населението през 2011 г.:
|                     | Численост |
| Общо                | 936       |
| Българи             | 738       |
| Турци               | 14        |
| Цигани              | 145       |
| Други               | 5         |
| Не се самоопределят | 11        |
| Неотговорили        | 23        |

## Обществени институции
Село Екзарх Антимово към 2022 г. е център на кметство Екзарх Антимово.
В село Екзарх Антимово към 2022 г. има:
- действащо читалище „Никола Йонков Вапцаров – 1925 г.“;[13][14]
- действащо общинско основно училище „Христо Ботев“;[15]
- православна църква „Свети Димитър“;[16]
- пощенска станция.[17]

## Културни и природни забележителности
В парка в центъра на селото е изграден паметник от бетон, облицован с мрамор, посветен на загиналите в Балканската, Междусъюзническата и Първата световна войни.
На територията на селото се намира паметник и могила на 5 съветски воини, загинали по време на Втората Световна война.